# Takhout
Takhout est la grande épouse royale de Psammétique II. Elle a vécu sous la XXVIe dynastie. 

## Biographie
Takhout est l'épouse de Psammétique II et la mère du pharaon Apriès et d'Ânkhnesnéferibrê. Sa relation avec le roi Psammétique II est connue, car leur fille Ânkhnesnéferibrê est enregistrée comme la sœur du roi et fille de Takhout. 

## Tombe
Takhout a été enterrée à Athribis. Sa tombe a été découverte intacte en 1950. Un grand sarcophage et un scarabée ont été découverts dans sa tombe. 